# Hartmut Konschal
Hartmut Konschal (* 2. April 1953 in Salzgitter) ist ein ehemaliger deutscher Fußballspieler.
Der Abwehrspieler kam 1971 von Union Salzgitter als Rechtsaußen (Stürmer) zu Eintracht Braunschweig. Er absolvierte in den Jahren 1971 bis 1981 insgesamt 199 Bundesligaspiele und erzielte dabei 15 Tore sowie 45 Spiele in der 2. Fußball-Bundesliga mit 5 Toren.
Nachdem er 1976 zu Werder Bremen wechselte, wurde er zum Abwehrspieler umgeschult. Unter Otto Rehhagel erhielt er einen Stammplatz. Nach einem Streit mit dem Trainer wurde er 1981 zum Freiburger FC ausgeliehen. Nach seiner Rückkehr in den Bremer Raum war er nur noch im Amateurfußball aktiv. Er beendete in der Saison 1982/83 als Spielertrainer beim TSV Verden seine aktive Laufbahn.
Danach war er als Trainer beim Rotenburger SV, beim SV Atlas Delmenhorst und beim Brinkumer SV tätig.

## Stationen
- bis 1971 Union Salzgitter
- 1971–1976 Eintracht Braunschweig 102 Ligaspiele; 14 Tore
- 1976–1981 Werder Bremen 158 Ligaspiele; 16 Tore
- 1981–1982 Freiburger FC 20 Spiele; 1 Tor
- 1982–1983 TSV Verden (Spielertrainer)